# Fritz Görke Kleinautobau
Fritz Görke Kleinautobau war ein deutscher Automobilhersteller.

## Beschreibung
Das Unternehmen hatte seinen Sitz in Leipzig. Die Produktion von Kraftfahrzeugen lief nur ein Jahr; je nach Quelle entweder 1922 oder 1927.
Das einzige Modell war ein Kleinwagen mit drei Rädern. Das Fahrzeug hatte ein lenkbares Vorderrad. Ein Motor von den NSU Motorenwerken trieb über Kette eines der beiden Hinterräder an. Eine andere Quelle nennt einen Einzylinder-Zweitaktmotor von DKW mit Luftkühlung, 198 cm³ Hubraum und 5,5 PS Leistung. Das Fahrzeug bot Platz für zwei bis drei Personen.
Der Wagen entstand nur in wenigen Exemplaren. Eine Quelle nennt zehn Fahrzeuge.